# يوهان كاسبار بلونتشلي
يوهان كاسبار بلونتشلي (7 مارس 1808 - 21 أكتوبر 1881) كان فقيهًا وسياسيًا سويسريًا. مع زميله الليبرالي فرانسيس ليبر، طور واحدة من أولى قوانين القانون الدولي والحرب.

## روابط خارجية
- يوهان كاسبار بلونتشلي على موقع الموسوعة البريطانية (الإنجليزية)